# Synode diocésain de Nivaria
Le synode diocésain de Nivaria est une réunion du clergé et des laïcs du diocèse de San Cristóbal de La Laguna (îles Canaries, Espagne). Ce fut le premier synode diocésain de l'histoire de ce diocèse créé en 1819 par le pape Pie VII et également appelé diocèse de Tenerife ou diocèse de Nivaria, d'où le nom du synode.

## Histoire
Cette assemblée a été convoquée le 15 août 1995, lors de la fête de la Vierge de la Candelaria (sainte-patronne des îles Canaries). Lorsque l'évêque du diocèse Felipe Fernández García annonce officiellement la convocation du premier synode diocésain dans l'histoire du diocèse, il est accueilli par une ovation debout par les fidèles rassemblés sur la place de la Basilique de Candelaria.
Le 14 septembre de cette même année (fête de Cristo de La Laguna), la lettre pastorale est publiée. Ce jour-là, est créé une commission préparatoire constituée par un comité de 40 personnes chargées de promouvoir le synode, d'en préparer les statuts et de consulter largement sur les thèmes choisis : Renouvellement, communion et mission. Pendant ce temps, les enquêtes diocésaines sont également menées.
Le 17 juin 1996, se constitue la présidence du Conseil, et début juillet, l'évêque décide les dix thèmes généraux qui formeront la base d'une étude pour préparer le Synode.
Le Synode est officiellement inauguré le 31 mai 1998 (fête de la Pentecôte) à cathédrale de La Laguna. La nuit précédente a eu lieu à l'église de La Concepción de La Laguna un veillée de prière.
À partir de ce moment, l'Assemblée synodale tient huit séances intenses sur plusieurs mois. Les principaux objectifs sont abordés: La bonne compréhension du IIe concile œcuménique du Vatican d'une manière systématique et complète, l'entrée dans le troisième millénaire de la naissance du Christ avec un renouveau spirituel du diocèse pour la première fois depuis son érection grâce au synode diocésain et répondre en adéquation aux changements sociaux, politiques et culturels profonds qui affectent la vie religieuse. Outre ces questions, d'autres ont été traitées telles que la famille, les structures diocésaines de l'église et la jeunesse.
Comme il s'agissait d'un synode de niveau diocésain, y ont participé des prêtres et des laïcs de toutes les îles qui composent le diocèse de San Cristóbal de La Laguna, à savoir les îles de Tenerife, La Palma, La Gomera et El Hierro.
Le 2 février 1999, fête liturgique de la Vierge de la Candelaria, l'évêque Felipe García Fernández a signé les 846 constitutions synodales dans la basilique de la Candelaria.
Le 8 décembre suivant, pendant la fête de l'Immaculée Conception, le premier Synode a été fermé dans la cathédrale de La Laguna. Le matin ont lieu des prières du matin dans différents temples dans la ville de San Cristóbal de La Laguna: l'église de La Concepción de La Laguna, la paroisse de San Juan Bautista, la paroisse de Santo Domingo de Guzmán et Convento de Santa Clara de Asís. Une procession solennelle de la Plaza del Adelantado jusqu'à la cathédrale, présidée par l'évêque du diocèse Felipe Fernández García, l'évêque émérite Damián Iguacén Borau ainsi que l'archevêque de Saragosse et président de la Conférence épiscopale espagnole Elías Yanes Álvarez (es). Après cette cérémonie solennelle de clôture, l'évêque Felipe Fernández a lu le décret de fermeture et une bénédiction du pape Jean-Paul II.
Actuellement, ce synode est considéré comme l'un des événements historiques les plus importants de l'histoire du diocèse de San Cristóbal de La Laguna et l'histoire de l'Église catholique dans les îles Canaries.